# Rouilly-Saint-Loup
Rouilly-Saint-Loup és un municipi francès situat al departament de l'Aube i a la regió del Gran Est. L'any 2007 tenia 534 habitants.

## Demografia

### Població
El 2007 la població de fet de Rouilly-Saint-Loup era de 534 persones. Hi havia 198 famílies de les quals 44 eren unipersonals (28 homes vivint sols i 16 dones vivint soles), 65 parelles sense fills, 85 parelles amb fills i 4 famílies monoparentals amb fills.
La població ha evolucionat segons el següent gràfic:
Habitants censats

### Habitatges
El 2007 hi havia 220 habitatges, 207 eren l'habitatge principal de la família, 4 eren segones residències i 8 estaven desocupats. 215 eren cases i 2 eren apartaments. Dels 207 habitatges principals, 177 estaven ocupats pels seus propietaris, 20 estaven llogats i ocupats pels llogaters i 10 estaven cedits a títol gratuït; 1 tenia una cambra, 5 en tenien dues, 28 en tenien tres, 50 en tenien quatre i 123 en tenien cinc o més. 67 habitatges disposaven pel capbaix d'una plaça de pàrquing. A 74 habitatges hi havia un automòbil i a 119 n'hi havia dos o més.

### Piràmide de població
La piràmide de població per edats i sexe el 2009 era:
| Homes | Edats   | Dones |
| ----- | ------- | ----- |
| 0     | 95 o +  | 0     |
| 0     | 90 a 94 | 0     |
| 4     | 85 a 89 | 12    |
| 0     | 80 a 84 | 0     |
| 12    | 75 a 79 | 8     |
| 12    | 70 a 74 | 4     |
| 4     | 65 a 69 | 12    |
| 16    | 60 a 64 | 4     |
| 16    | 55 a 59 | 12    |
| 8     | 50 a 54 | 20    |
| 24    | 45 a 49 | 8     |
| 32    | 40 a 44 | 28    |
| 12    | 35 a 39 | 16    |
| 24    | 30 a 34 | 16    |
| 16    | 25 a 29 | 8     |
| 8     | 20 a 24 | 4     |
| 20    | 15 a 19 | 4     |
| 28    | 10 a 14 | 16    |
| 8     | 5 a 9   | 16    |
| 4     | 0 a 4   | 16    |

## Economia
El 2007 la població en edat de treballar era de 372 persones, 282 eren actives i 90 eren inactives. De les 282 persones actives 266 estaven ocupades (144 homes i 122 dones) i 16 estaven aturades (6 homes i 10 dones). De les 90 persones inactives 26 estaven jubilades, 37 estaven estudiant i 27 estaven classificades com a «altres inactius».

### Ingressos
El 2009 a Rouilly-Saint-Loup hi havia 210 unitats fiscals que integraven 532,5 persones, la mediana anual d'ingressos fiscals per persona era de 19.680 €.

### Activitats econòmiques
Dels 16 establiments que hi havia el 2007, 1 era d'una empresa alimentària, 2 d'empreses de fabricació d'altres productes industrials, 7 d'empreses de construcció, 1 d'una empresa de comerç i reparació d'automòbils, 2 d'empreses de transport i 3 d'empreses classificades com a «altres activitats de serveis».
Dels 7 establiments de servei als particulars que hi havia el 2009, 1 era un taller de reparació d'automòbils i de material agrícola, 2 paletes, 1 guixaire pintor, 1 fusteria i 2 lampisteries.
L'any 2000 a Rouilly-Saint-Loup hi havia 14 explotacions agrícoles que ocupaven un total de 910 hectàrees.

## Equipaments sanitaris i escolars
El 2009 hi havia una escola elemental integrada dins d'un grup escolar amb les comunes properes formant una escola dispersa.

## Poblacions més properes
El següent diagrama mostra les poblacions més properes.